# Dazzling Girl
「Dazzling Girl」（ダズリング・ガール）は韓国の男性5人組アイドルグループ、SHINeeの日本5枚目のシングル。2012年10月10日にEMIミュージック・ジャパンから発売された。

## 解説
初回限定盤A（CD+DVD）初回限定版盤B（CD ONLY）と通常盤（CD ONLY）の3形態リリース。「Dazzling Girl」は日本シングルのタイトル曲としては初のオリジナル曲である。初回盤AにはPHOTO CARD 11SHEETSが、初回盤BにはPHOTO CARD 6SHEETSとボーナストラックが、初回盤および通常盤の共通特典としてトレーディングカードが付属する。

## 収録曲

### CD
1. Dazzling Girl
「じゅわいよ・くちゅーるマキ」TVCMソング
日本テレビ系「スッキリ!!」10月テーマソング
2. Run With Me
3. Dazzling Girl (Instrumental)
4. Run With Me (Instrumental)
5. Bodyguard (Rearranged)(Studio Version)(Bonus track)

- 初回盤AにはM-1、2を、初回盤BにはM-1、2、5を、通常盤にはM-1～4を収録。

### DVD
1. Dazzling Girl Music Video
Director：須永秀明
2. Dazzling Girl Jacket & Music Video Shooting Sketch